# Distretto di Karaga
Il distretto di Karaga (ufficialmente Karaga District, in inglese) è un distretto della regione Settentrionale del Ghana.